# Wilczyn (województwo lubelskie)
Wilczyn – wieś w Polsce położona w województwie lubelskim, w powiecie bialskim, w gminie Biała Podlaska.
| SIMC    | Nazwa            | Rodzaj    |
| ------- | ---------------- | --------- |
| 0011015 | Grabanów-Majątek | część wsi |
| 1020016 | Marcinów         | część wsi |

W latach 1975–1998 miejscowość należała administracyjnie do województwa bialskopodlaskiego.
Wieś wchodzi w skład sołectwa Wilczyn-Kamieniczne w gminie Biała Podlaska. Według Narodowego Spisu Powszechnego z roku 2011 wieś liczyła 141 mieszkańców.
Na pograniczu wsi Grabanów i Wilczyna znajduje się zespół pałacowy, obecnie własność Lubelskiego Ośrodka Doradztwa Rolniczego w Końskowoli.
Wierni Kościoła rzymskokatolickiego należą do parafii Narodzenia Najświętszej Maryi Panny w Białej Podlaskiej.

## Historia
Historia powstania folwarku w Grabanowie datuje się na koniec XVIII wieku. Założony on został na gruntach majątku Radziwiłłów w Roskoszy jako folwark pełniący rolę zaplecza rezydencji. Przez kolejne lata zmieniali się zarządcy folwarku i jego wygląd. U schyłku XVIII wieku folwark posiadał zwartą barokową kompozycję terenu. Od roku 1818 majątek znajdował się we władaniu Adama Wiepokojczyckiego. Około roku 1822 folwark grabanowski odkupił od Prokuratorii Masy Radziwiłłowskiej pan Popławski. Krótko po tym dobra te przeszły na własność rodziny Grabowskich, którzy przebudowali folwark wznosząc w miejsce budynków drewnianych murowane, ale jednocześnie nie naruszając zasadniczego szkieletu kompozycyjnego z końca XVIII wieku. W końcu XIX wieku dobra grabanowskie przeszły w ręce Szulców. Nie jest znane nazwisko projektanta dworu, ale przypuszczalnie był nim Franciszek Jaszczołd, architekt i twórca dworów w pobliskiej Roskoszy, Koroszczynie i Kobylanach.
W 1867 roku, w Dzienniku Praw Królestwa Polskiego pojawia się pierwsza wzmianka o wsi Wilczyn. Administracyjnie przynależała ona wtedy do gminy Sidorki, powiatu bialskiego i guberni siedleckiej (a w latach 1912–1915 – guberni chełmskiej).
Tom III Słownika Geograficznego Królestwa Polskiego, podaje że na terenie folwarku Grabanowskiego, w którego skład wchodził także Wilczyn, w 1827 r. znajdowało się 34 domostw i 233 mieszkańców, zaś w 1882 r. 46 domostw (w tym 6 murowanych, gorzelnia, młyn, deptak i cegielnia) i 326 mieszkańców.
W 1954 roku z terenu gminy Witulin utworzono gromadę w Wilczynie. W 1959 gromada Wilczyn przeszła pod zarządzanie Gromadzkiej Rady Narodowej w Białej Podlaskiej.

## Radar
1,35 km na zachód od miejscowości, znajduje się NATO-wski trójwspółrzędny radar dalekiego zasięgu typu Backbone – NUR-12M (TRD-1222).

## Wydarzenia
- 1 i 2 maja – runda Tandemowych Mistrzostw Polski
- pierwsza niedziela czerwca – Dzień Otwarty w ODR